# Altötting
Altötting é uma cidade da Alemanha localizado no distrito de Altötting, região administrativa de Alta Baviera, estado da Baviera.

## Santuário Gnadenkapelle
Esta pequena cidade do este de Baviera, muito próxima da fronteira austríaca, é desde a Idade Média um dos centros de peregrinação católica mais concorridos. O Santuário de Gracia (Gnadenkapelle) aloja uma imagem da Virgem que, segundo uma lenda do século XV, ressuscitou uma criança de três anos. Seguindo uma tradição secular, o coração de Luís II (o rei louco) repousa numa urna nessa capela, bem como os corações do seu pai e do seu avô. A igreja paroquial, de um gótico tardio, foi construída para poder acolher a afluência cada vez maior de peregrinos; para além disso, nos inícios do século XX, foi construída uma enorme Basílica no estilo neobarroco. Os papas João Paulo II e Bento XVI vieram em peregrinação em 1980 e 2006, respectivamente.